# Xerasi
Xerasi er det græske ord for en hudsygdom med abnorm tørhed og skørhed af håret, der går i stå i væksten.
| Sygepleje | Spire Denne artikel om sygepleje er en spire som bør udbygges. Du er velkommen til at hjælpe Wikipedia ved at udvide den. |